# 1. česká národní hokejová liga 1970/1971
1. česká národní hokejová liga 1970/1971 byla 2. ročníkem jedné ze skupin československé druhé nejvyšší hokejové soutěže.

## Systém soutěže
Soutěže se účastnilo 30 týmů rozdělených do dvou skupin (16 a 14 týmů). Ve skupině se utkal dvoukolově každý s každým (celkem 30 kol, resp. 26 kol). Vítěz a druhý tým skupiny A a vítěz skupiny B postoupili do kvalifikace o nejvyšší soutěž, které se také účastnil vítěz 1. SNHL. Do nejvyšší soutěže postoupil pouze vítěz kvalifikace.
Týmy na posledních třech místech skupiny A sestoupily do Divize.

## Základní část

### Skupina A
| Poř. | Tým                           | Z  | V  | R | P  | VG  | OG  | B  |
| ---- | ----------------------------- | -- | -- | - | -- | --- | --- | -- |
| 1.   | TJ VTŽ Chomutov               | 30 | 23 | 3 | 4  | 179 | 75  | 49 |
| 2.   | TJ DP I. ČLTK Praha           | 30 | 21 | 4 | 5  | 117 | 74  | 46 |
| 3.   | TJ Spartak ZVÚ Hradec Králové | 30 | 20 | 2 | 8  | 162 | 108 | 42 |
| 4.   | ASD Dukla Jihlava B           | 30 | 18 | 4 | 8  | 153 | 85  | 40 |
| 5.   | VTJ Dukla Písek               | 30 | 19 | 1 | 10 | 116 | 92  | 39 |
| 6.   | TJ Slavia Praha               | 30 | 18 | 2 | 10 | 143 | 96  | 38 |
| 7.   | TJ Slovan NV Ústí nad Labem   | 30 | 15 | 6 | 9  | 117 | 87  | 36 |
| 8.   | TJ Autoškoda Mladá Boleslav   | 30 | 14 | 2 | 14 | 120 | 125 | 30 |
| 9.   | TJ Baník Sokolov              | 30 | 13 | 3 | 14 | 99  | 92  | 29 |
| 10.  | TJ Spartak Tatra Kolín        | 30 | 10 | 3 | 17 | 84  | 129 | 23 |
| 11.  | TJ Stadion PS Liberec         | 30 | 9  | 4 | 17 | 95  | 109 | 22 |
| 12.  | TJ Jiskra Havlíčkův Brod      | 30 | 9  | 4 | 17 | 93  | 122 | 22 |
| 13.  | VTJ Dukla Příbram             | 30 | 9  | 3 | 18 | 118 | 152 | 21 |
| 14.  | TJ Jitex Písek                | 30 | 7  | 5 | 18 | 105 | 168 | 19 |
| 15.  | TJ Slovan NV Louny            | 30 | 5  | 3 | 22 | 69  | 148 | 13 |
| 16.  | TJ Slavia Karlovy Vary        | 30 | 5  | 1 | 24 | 73  | 181 | 11 |

### Skupina B
| Poř. | Tým                   | Z  | V  | R | P  | VG  | OG  | B  |
| ---- | --------------------- | -- | -- | - | -- | --- | --- | -- |
| 1.   | TJ Gottwaldov         | 26 | 22 | 1 | 3  | 147 | 51  | 45 |
| 2.   | TJ VŽKG Ostrava       | 26 | 18 | 2 | 6  | 138 | 80  | 38 |
| 3.   | TJ Moravia DS Olomouc | 26 | 17 | 2 | 7  | 115 | 84  | 36 |
| 4.   | TJ Ingstav Brno       | 26 | 16 | 1 | 9  | 154 | 114 | 33 |
| 5.   | TJ Slezan Opava       | 26 | 14 | 4 | 8  | 111 | 76  | 32 |
| 6.   | VTJ Dukla Hodonín     | 26 | 15 | 1 | 10 | 110 | 90  | 31 |
| 7.   | TJ Baník ČSA Karviná  | 26 | 13 | 3 | 10 | 118 | 107 | 29 |
| 8.   | TJ AZ Havířov         | 26 | 11 | 3 | 12 | 107 | 98  | 25 |
| 9.   | TJ ZMS Třebíč         | 26 | 10 | 2 | 14 | 100 | 143 | 22 |
| 10.  | TJ TŽ VŘSR Třinec     | 26 | 7  | 4 | 15 | 86  | 114 | 18 |
| 11.  | TJ Tatra Kopřivnice   | 26 | 7  | 4 | 15 | 76  | 122 | 18 |
| 12.  | TJ Zbrojovka Vsetín   | 26 | 7  | 3 | 16 | 61  | 104 | 17 |
| 13.  | TJ Baník OKD Ostrava  | 26 | 4  | 3 | 19 | 81  | 122 | 11 |
| 14.  | TJ Slovan Hodonín     | 26 | 4  | 1 | 21 | 66  | 165 | 9  |

Týmy TJ VTŽ Chomutov, TJ DP I. ČLTK Praha a TJ Gottwaldov postoupily do kvalifikace o nejvyšší soutěž, kterou vyhrál tým TJ Gottwaldov a postoupil tak do nejvyšší soutěže.
Týmy TJ Jitex Písek, TJ Slovan NV Louny a TJ Slavia Karlovy Vary sestoupily do Divize. Ze skupiny B se nesestupovalo, protože jeden z vítězů skupin divize (TJ Sigma MŽ Olomouc) se vzdal práva na postup.